# Kościół Sant’Agnese w Wenecji
Kościół Sant’Agnese (pl. kościół św. Agnieszki) – rzymskokatolicki kościół w Wenecji w dzielnicy (sestiere) Dorsoduro. Pełni funkcję oratorium Istituto Cavanis (Congregazione delle Scuole di Carità).

## Historia

### XI–XVIII w.
Kościół został zbudowany prawdopodobnie na początku XI wieku z inicjatywy rodziny Molini (lub Molina). Dokumenty z 1081 roku świadczą, iz pełnił wówczas funkcję kościoła parafialnego. Zniszczony w 1105 roku przez gwałtowny pożar, został następnie odbudowany, a pod koniec XIII wieku odnowiony.

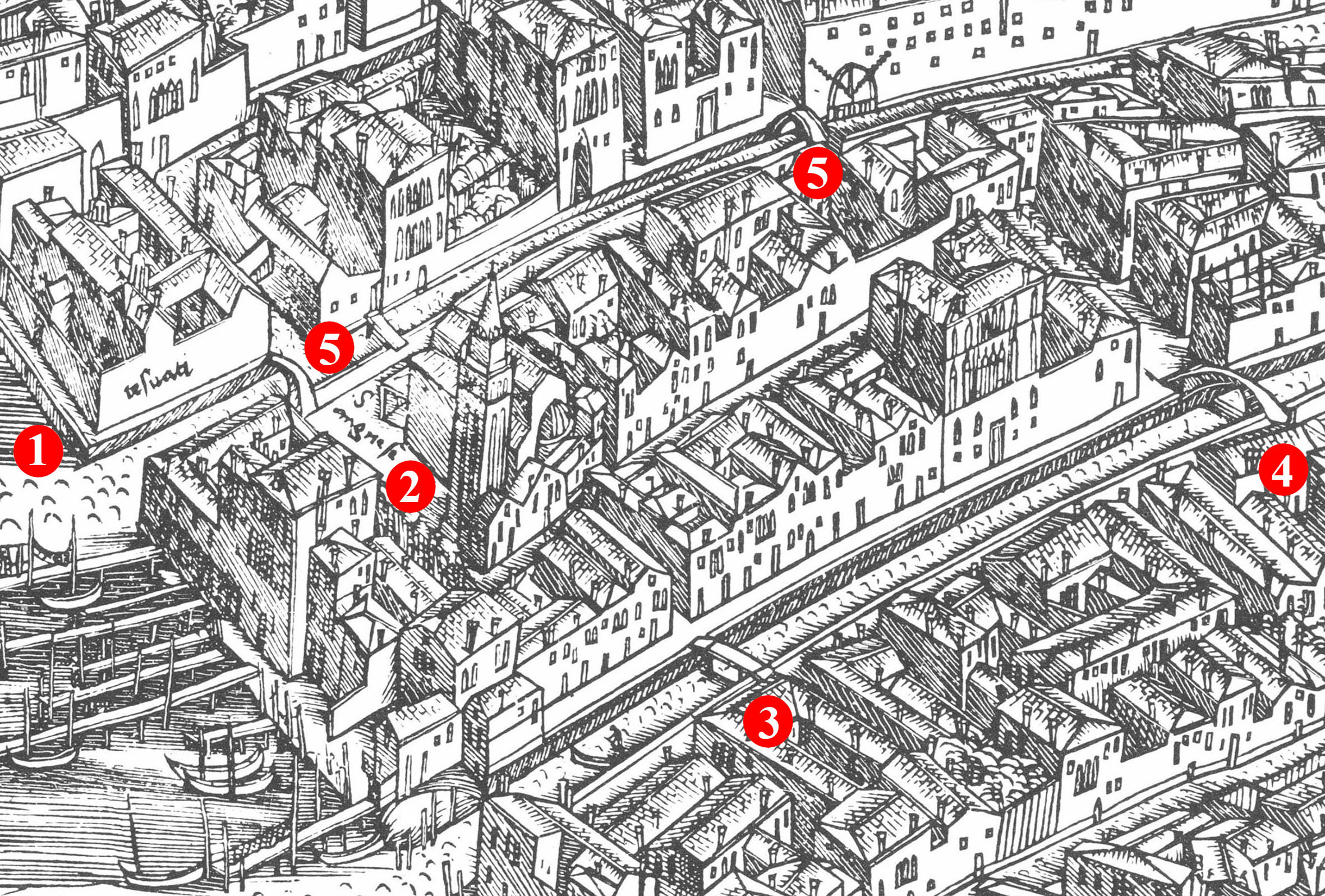
Kościół na mapie Jacopa de’ Barbari (1500), oznaczony nr 2

W przeciwieństwie do wielu innych świątyń weneckich, kościół SantAgnese nigdy nie przeszedł radykalnej przebudowy, a raczej szereg drobnych modyfikacji, dokonywanych przy okazji jego kolejnych renowacji. Wewnętrzny system dekoracyjny, struktura budynku i jego charakter bazyliki wenecko-bizantyńskiej zostały zachowane. Ściana boczna nawy głównej od strony Campo Sant’Agnese była podzielona podwójnymi ślepymi arkadami z cegły, wspartymi na lizenach. W 1321 roku został konsekrowany przez biskupów: Giovanniego Zane, biskupa Caorle, Giovanniego Magniego, biskupa Jesolo i Ottonella, biskupa Chioggii. Na mapie Jacopo de’ Barbari z 1500 roku widoczne jest portego przed fasadą kościoła, pochodzące prawdopodobnie z czasów gotyckich. Prezbiterium było zakończone półokrągłą apsydą, a do prawej nawy przylegała wysoka kampanila.
W latach 1604 i 1670 udekorowano jego wnętrze (w 1670 pod nadzorem Lodovica Bruzzoniego). Kolejne prace restauracyjne przeprowadzono w roku 1733. Do 1807 roku kościół miał status kolegiaty, zarządzanej przez kapitułę złożoną z dwóch kapłanów tytularnych, diakona i subdiakona, którzy pierwotnie wspólnie zarządzali majątkiem, dzieląc między siebie obowiązki związane z opieką duchową i duszpasterską i sprawowaniem liturgii. Z czasem obowiązki te przejął proboszcz, wspomagany w razie potrzeby przez zakrystiana.

### XIX w.
Na mocy dekretu napoleońskiego Królestwa Włoch z 5 czerwca 1805 roku (oraz kolejnych dekretów) zainicjowano w Wenecji proces kasat i przekształceń kościołów i klasztorów oraz zmian granic parafii. W 1810 roku parafia Sant’Agnese została zniesiona, a jej terytorium włączone do nowo erygowanej parafii Santa Maria del Rosario (potocznie Gesuati). Kościół został ogołocony z dzieł sztuki i wyposażenia. Przez pewien czas był wykorzystywany jako magazyn drewna opałowego i węgla. 3 maja 1839 roku został nabyty przez Francesca Charmeta, który 18 listopada tego samego roku przekazał go braciom Antonangelowi i Marcantoniowi Cavanis, prowadzącym od 1802 roku w pomieszczeniach przylegających do świątyni męski instytut charytatywny. W kościele przeprowadzono prace konserwatorskie wnętrza i fasady. W lipcu 1854 roku kościół został ponownie otwarty dla kultu. W 1867 roku został, wraz z przeniesieniem prawa własności na gminę Wenecja, zamknięty. W 1871 roku gmina przekazała go ponownie patriarsze Wenecji, a ten ostatecznie scedował go na rzecz Instytutu Cavanis. W roku następnym kościół został ponownie otwarty dla kultu jako oratorium instytutu.

### XX w.
W 1939 roku przeprowadzono w nim kolejne prace konserwatorskie, w wyniku których został on praktycznie zbudowany od nowa: z jego dawnego, zewnętrznego wyglądu zachowało się tylko kilka łuków, a wewnątrz - niektóre fragmenty dekoracji freskowej z XIV wieku.

## Architektura

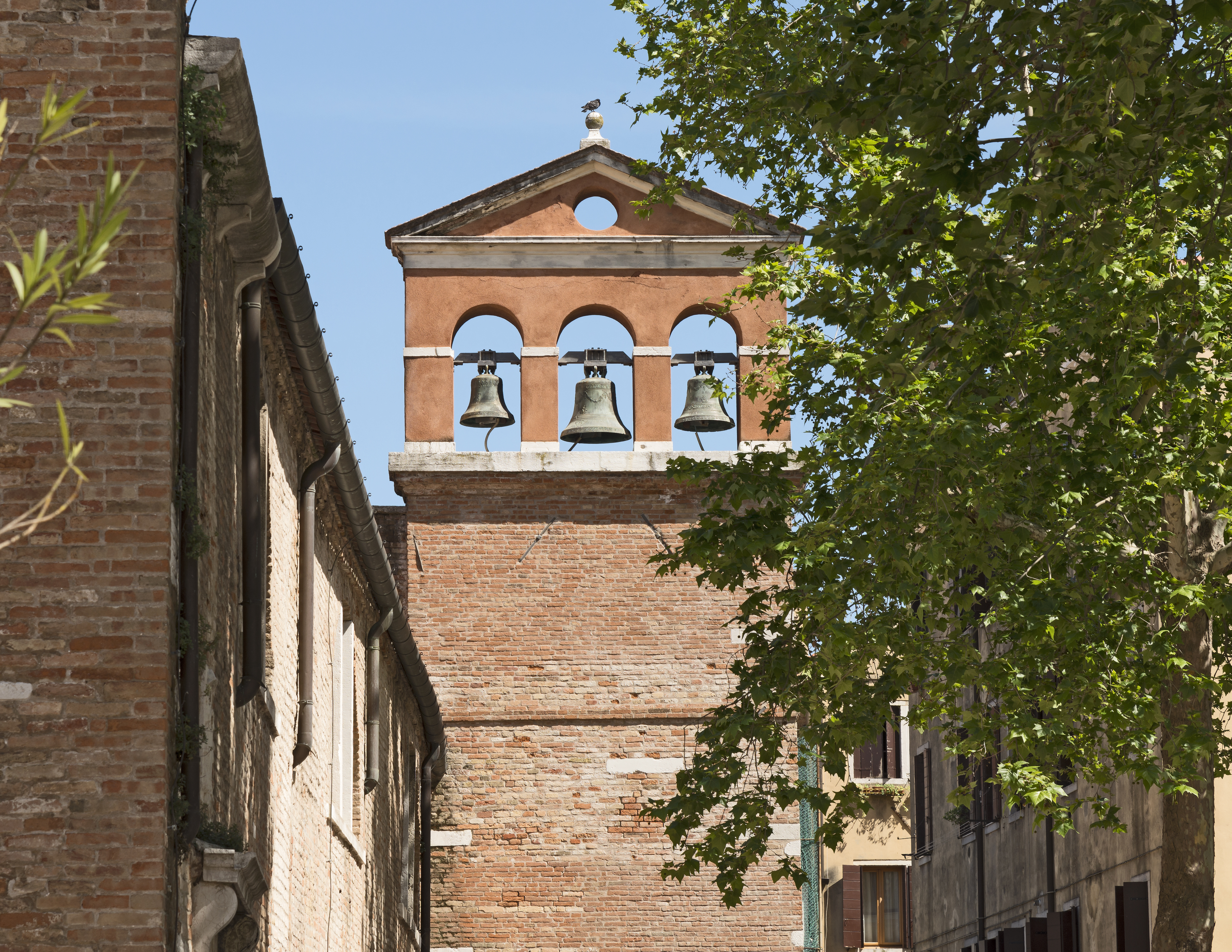
Kampanila parawanowa

### Portal i fasada
Niefortunna „renowacja”, której poddano kościół w 1939 roku, doprowadziła do całkowitej utraty wytwornej fasady z kamienia istryjskiego, której bloki zostały rozebrane i sprzedane, dzięki czemu wejście do kościoła cofnęło się o kilka metrów w porównaniu ze stanem pierwotnym. Dzisiejsza fasada prezentuje się jako prosta, ceglana konstrukcja. Pomimo zmian architektonicznych sam kościół zachował jednak, w przeciwieństwie do wielu innych świątyń weneckich, czysty styl trzynawowej bazyliki bez transeptu.

### Kampanila
XII-wieczna kampanila została rozebrana w latach 1837–1838, przetrwała jednak jej dolna część, zwieńczona trzyarkadową dzwonnicą parawanową.

## Wnętrze
Po drobiazgowym ogołoceniu w XIX wieku wnętrze kościoła wzbogaciło się jedynie o nowoczesną mozaikę w szklanych tesserach na wewnętrznej ścianie apsydy, inspirowaną typowymi mozaikami kościołów bizantyjskich i romańskich. Ołtarz główny zdobi obraz Męczeństwo św. Agnieszki pędzla A. Follera. Za ołtarzem znajduje się fresk Ostatnia Wieczerza, zrealizowany przez weneckiego malarza Ernaniego Costantiniego w 1968 roku. W nawach bocznych znajduje się po pięć ołtarzy.